# Ids Postma
Ids Hylke Postma (* 28. prosince 1973 Deersum, Frísko) je bývalý nizozemský rychlobruslař.
V roce 1993 se zúčastnil Mistrovství světa juniorů, kde vybojoval stříbrnou medaili. Následující rok již startoval na seniorských šampionátech, na evropském skončil čtvrtý a na světovém vícebojařském získal stříbro. V závodech Světového poháru debutoval na začátku roku 1995, v letech 1996–2001 pravidelně vozil ze světových i kontinentálních mistrovství medaile. K jeho největším úspěchům patří tři zlaté medaile z Mistrovství světa na jednotlivých tratích 1996 (5000 m), 1999 a 2000 (obě 1500 m), vítězství na Mistrovství Evropy 1997 a výhry na Mistrovstvích světa ve víceboji 1997 a 1998. V sezóně 1997/1998 celkově triumfoval ve Světovém poháru v závodech na 1500 m, na Zimních olympijských hrách 1998 vybojoval jednu zlatou (1000 m) a jednu stříbrnou (1500 m) medaili; dále se v olympijském závodě na 500 m umístil na 38. místě. V roce 2002 poprvé a naposledy startoval na Mistrovství světa ve sprintu (18. místo), na zimní olympiádě 2002 se umístil nejlépe na páté příčce (1500 m), kromě toho byl sedmnáctý na kilometru a na pětistovce dobruslil na 27. místě. Poslední velkou medaili, bronzovou, vybojoval na Mistrovství světa ve víceboji 2003. Sportovní kariéru ukončil na podzim 2004.
Od roku 2009 je ženatý s bývalou německou rychlobruslařkou Anni Friesingerovou.